# Farvandsvæsenet
Farvandsvæsenet var indtil 3. oktober 2011 en myndighed under Forsvarsministeriet.
Farvandsvæsenet leverede de informationer, der skal bruges i forbindelse med sejlads f.eks. navigationsadvarsler og prognoser for tidevand og havstrøm. Farvandsvæsenet etablerede grundlaget for søkort gennem måling af havdybder og drev navigationssystemer. De etablerede og vedligeholdte afmærkning såsom fyrene og den flydende afmærkning. 
Farvandsvæsenet var endvidere myndigheden, der gav tilladelser eller afslag på ønsker om nye afmærkninger i de danske farvande. Søfarende der havde brug for hjælp til at sejle sikkert gennem de danske farvande, kunne hjælpes af stedkendte lodser i DanPilot. Ved uheld til søs, kunne der afsendes hjælp fra Kystredningstjenesten, der også hørte under Farvandsvæsenet.

## Historie
Farvandsvæsenet blev oprettet 1. april 1973 og var en sammenlægning af Fyrvæsenet, Lodsvæsnet, Redningsvæsenet og Søkortarkivet.

## Nedlæggelse
Ved regeringsdannelsen 3. oktober 2011 blev Farvandsvæsenet  nedlagt og væsenets forskellige opgaver blev overført til en række ministerier og myndigheder:
- Søfartsstyrelsen:[2]
  - Lodsvæsen og farvandsafmærkning
  - Sejladsinformation i form af sejladsanalyser, advarsler, GIS og faglige publikationer
  - Udviklingsprojekter såsom Østersøstrategi, EfficienSea og elektronisk navigation
  - AIS og radionavigation
- Klima- Energi- og Bygningsministeriet:[3]
  - Oceanografi
- Geodatastyrelsen:[4]
  - Hydrografi og søkort
- Forsvaret:[5]
  - Kystredningstjenesten
  - VTS Øresund
  - Kystudkigstjenesten
  - Forsvarets Center for Operativ Oceanografi (FCOO)

## Ekstern henvisning
1. ↑  "fvr.dk". Arkiveret fra originalen 23. november 2010. Hentet 1. februar 2013.
2. ↑  Søfartsstyrelsen: Efter sammenlægningen med Farvandsvæsenet: Nu er vores hjemmeside blevet opdateret (Webside ikke længere tilgængelig)
3. ↑  klimaministeriet: Ressortomlægning af d. 3. oktober 2011 (Webside ikke længere tilgængelig)
4. ↑  "gst.dk: Søkorthistorie". Arkiveret fra originalen 22. maj 2013. Hentet 1. februar 2013.
5. ↑  Forsvaret.dk: Forsvaret overtager opgaver fra Farvandsvæsenet

- Farvandsvæsenet - Fra denne side er det muligt at klikke sig videre til den nye relvante myndighed afhængigt af sagsområde Arkiveret 1. juli 2009 hos  Wayback Machine. 4.1.2012

| Vandsport/vandtransport | Spire Denne vandsports- eller vandtransportsartikel er en spire som bør udbygges. Du er velkommen til at hjælpe Wikipedia ved at udvide den. |

55°40′28″N 12°35′42″Ø / 55.67444°N 12.59500°Ø